# Орович, Саво
Саво Орович (серб. Саво Оровић, сербохорв. Savo Orović; 30 января 1888, Лиева-Риека — 22 июня 1974, Белград) — югославский черногорский военный деятель, генерал-полковник Югославской народной армии, участник Народно-освободительной войны Югославии.

## Биография
Родился 30 января 1888 года в Лиеве-Риеке. Окончил пехотное училище в Цетине в 1910 году, с 1914 по 1915 годы проживал в Южной Америке, куда эмигрировал по политическим причинам. В 1915 году вернулся в страну, участвуя в Первой мировой войне в качестве офицера армии Черногории. После оккупации страны возглавил движение сопротивления против австро-венгерских оккупантов. По окончании Первой мировой войны и создания Югославии поступил на службу в армию Королевства Югославии. Окончил в 1933 году пехотное офицерское училище в Сараево. Дослужился до звания полковника, командовал полком.
После нападения Германии и разгрома королевской армии Саво вернулся в родной город, чтобы избежать пленения. Был активным участником подготовки к антифашистскому восстанию в Черногории. Вступил 17 июля 1941 в Никшичский партизанский отряд, став одним из немногих крупных военачальников югославской королевской армии, служивших в партизанских рядах. В августе 1943 года с введением воинских званий в НОАЮ получил по указу Иосипа Броза Тито звание генерал-лейтенанта. В годы войны занимал следующие должности:
- Военный советник Оперативного штаба НОАЮ в Герцеговине, командир Никшичского партизанского отряда с 1941.
- Член Главного штаба НОАЮ в Черногории и член Верховного штаба НОАЮ с 1942.
- Командир Офицерской школы Верховного штаба НОАЮ с мая 1942.
- Военный советник 1-й, 2-й и 3-й пехотных дивизий.
- Начальник Главного штаба НОАЮ в Воеводине с 1943.
- Командир Пехотного воинского училища (позднее Военной академии ЮНА) с декабря 1944 по 1947.

С 1943 года числился в Коммунистической партии Югославии. В годы войны участвовал в битвах за Купрес, на Сутьеске, на Фрушской горе, близ Брчко и Биелны, отражал Дрварский десант. Числился в АВНОЮ. После завершения войны занимал разные должности в армии, на пенсию вышел в 1952 году в звании генерал-полковника. Работал депутатом в Союзной и Республиканской Скупщинах. Был награждён медалью «Партизанская память» и орденами Партизанской звезды и Братства и единства. Скончался 22 июня 1974 года в Белграде.

## Литературные произведения
Саво Орович является автором следующих книг:
- Чётники и партизаны (серб. Четници и партизани). Вис, 1944.
- Альбом фотографий Народно-освободительной войны (серб. Албум фотографија из народноослободилачког рата). Белград, 1951.
- Неожиданность на войне (серб. Изненађење у рату). Белград, 1954.
- Моральное воспитание (серб. Морално васпитање). Белград, 1962.